# Wildelandenpolder

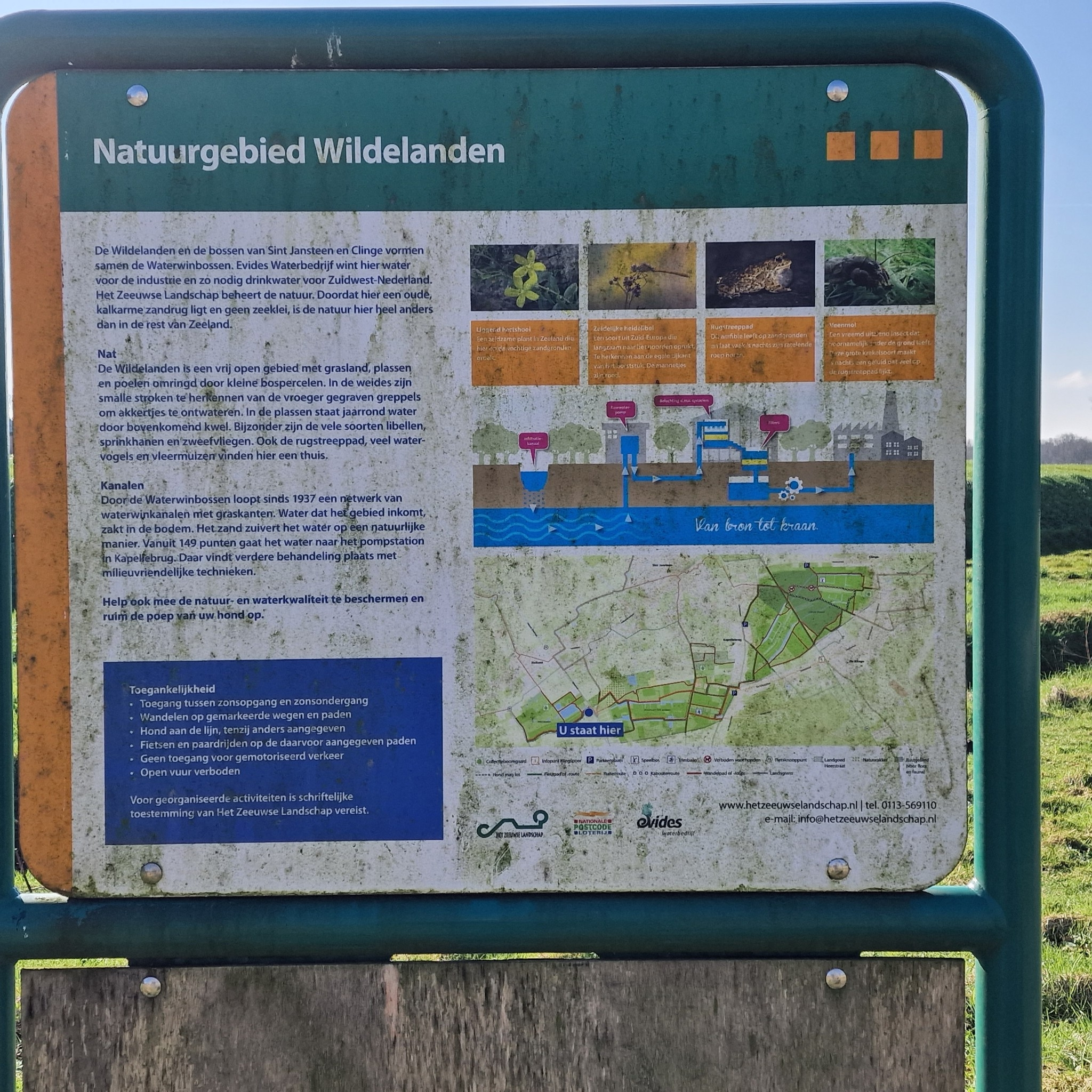

De Wildelandenpolder is een polder behorend tot de Sint Jansteen-, Wildelanden- en Ferdinanduspolders, waarin zich het dorp Heikant bevindt.
De polder strekt zich uit langs de Belgisch-Nederlandse grens, aan de overzijde waarvan zich de Wilde Landen van Stekene bevonden en waar zich nu het grootste boscomplex van Oost-Vlaanderen bevindt met onder meer het Bekaf-complex en de Groene Putten. Ook een deel van de Wildelandenpolder is bosachtig.
De Wildelandenpolder is hooggelegen en is eerder als een ontginning dan als een uit zee gewonnen polder te beschouwen. De oppervlakte bedraagt 104 ha.
Het gebied, bestaande uit weilanden en boomweiden met populieren, en bovendien enkele zoetwaterplassen, wordt sinds 2008 als natuurgebied Wilde Landen beheerd door de Stichting Het Zeeuwse Landschap. Het maakt deel uit van een groter gebied (in totaal 450 ha), waartoe het Waterwingebied Sint Jansteen met de Steense bossen behoort.